# Аборигени островів Торресової протоки
Аборигени островів Торресової протоки — корінне населення островів Торресової протоки. Хоча острови адміністративно віднесені до австралійського штату Квінсленд, їх аборигени культурно і генетично пов'язані насамперед не з австралійськими аборигенами, а з меланезійцями з Папуа — Нової Гвінеї. Також існують дві громади остров'ян Торресової протоки на прилеглому узбережжі австралійського континенту в містах Бамага і Сейша (обидва в штаті Квінсленд). Чисельність остров'ян становить 6 тис. осіб, а на материку — близько 42 тис. осіб.

## Культура

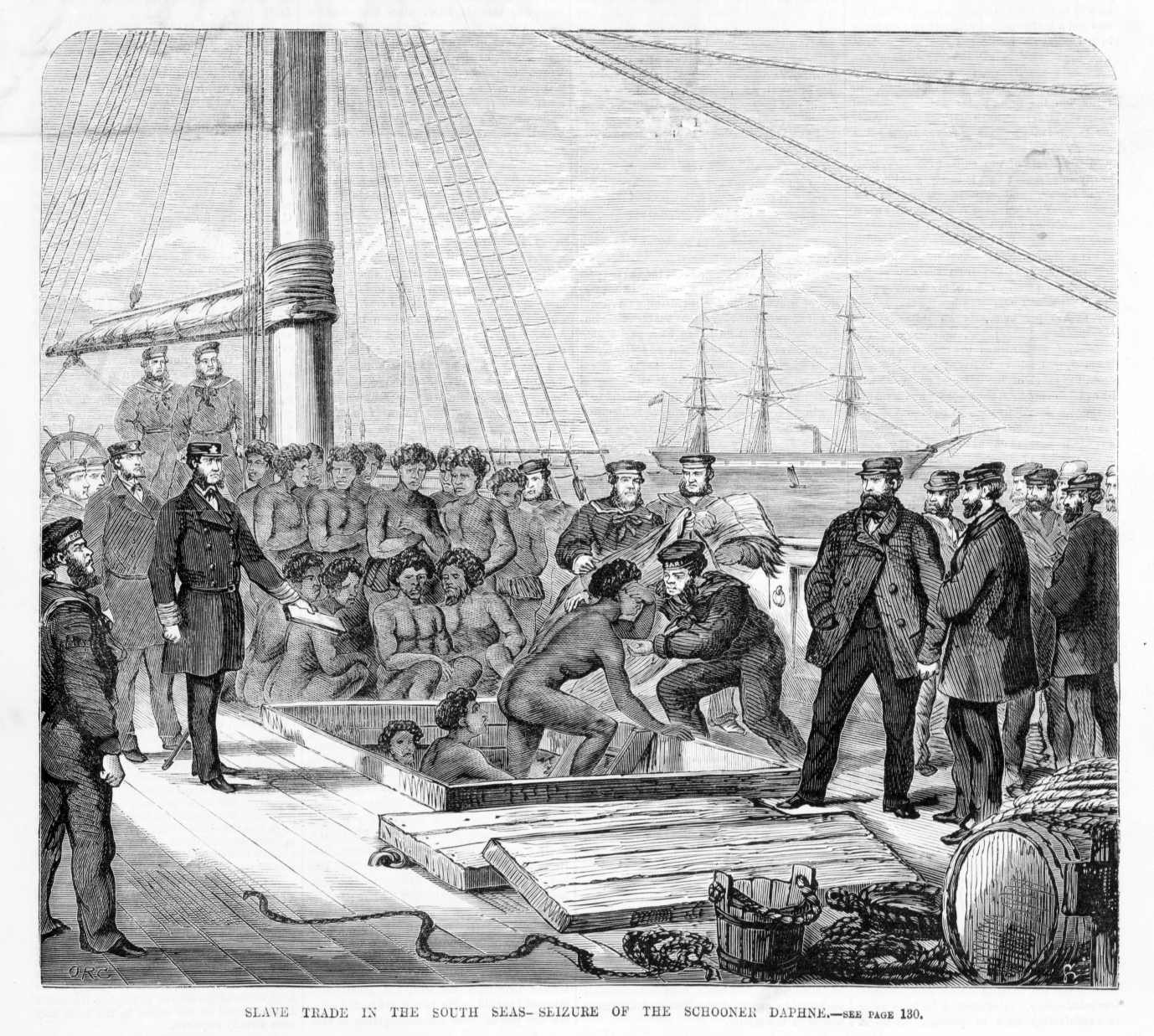
Моряки корабля «Росаріо» звільняють аборигенів, що перевозяться на шхуні «Дафна» для примусових робіт на цукрових плантаціях

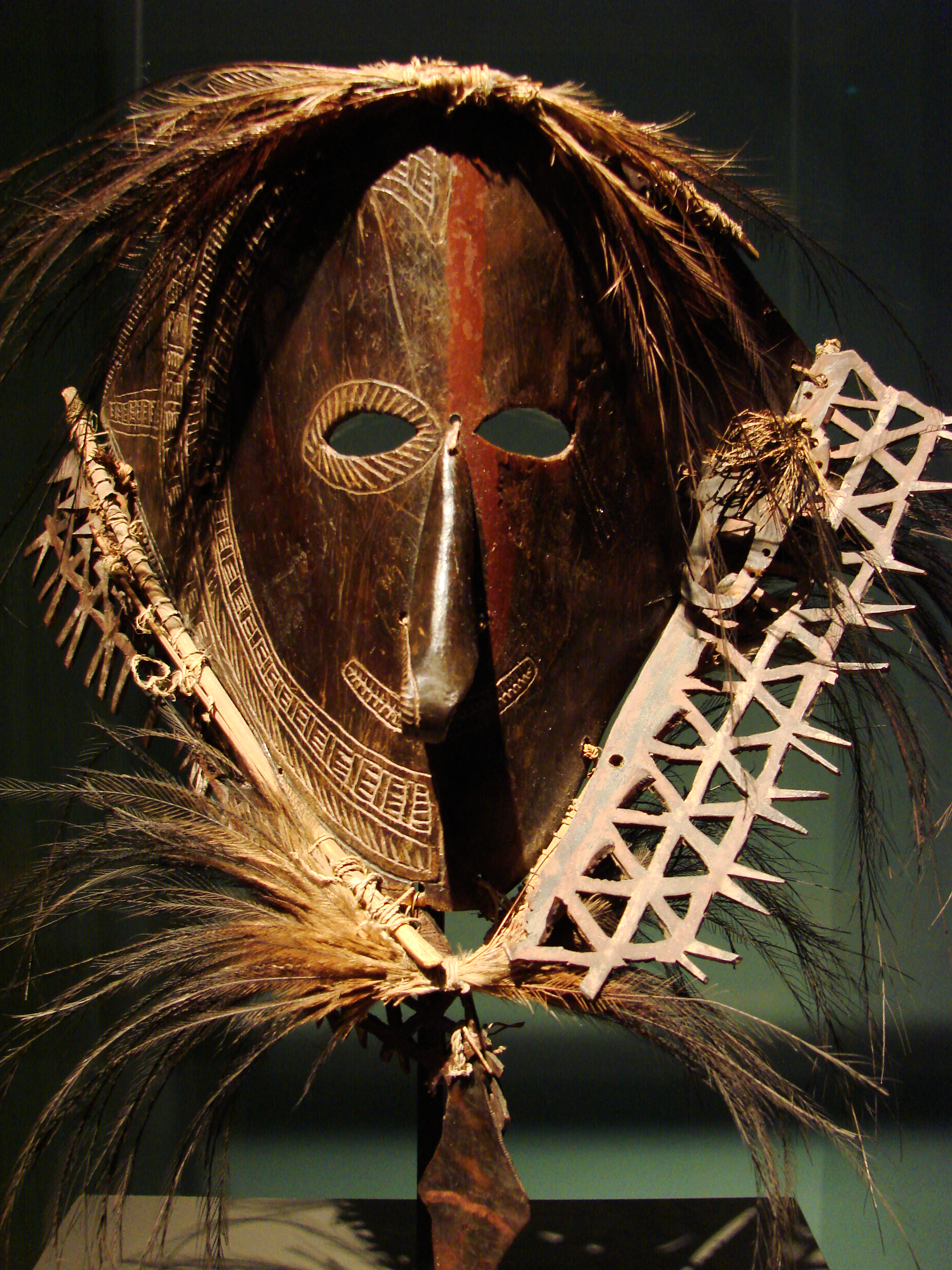
Маска аборигенів островів Торресової протоки

Культура остров'ян Торресової протоки має свої відмінні риси з невеликими варіаціями на різних островах протоки. Це культура мореплавців, які підтримували торгівлю з населенням Папуа — Нової Гвінеї. За своїм складом культура складна, включає австралійські, папуаські і австронезійські елементи. Такими ж різнорідними за походженням є мови остров'ян. Вплив культури остров'ян Торресової протоки, зокрема, в релігійних церемоніях, простежується у прибережних папуасів і австралійських аборигенів.
На відміну від континентальних австралійських аборигенів, остров'яни традиційно були землеробами, хоча і доповнювали свій раціон продуктами полювання і збирання. У недавній, постколоніальній історії остров'ян з'явилися нові тенденції, пов'язані з поширенням християнства (баптизм, англіканська церква), а також менш помітні сліди впливу полінезійців (зокрема, мисливців за перлами з острова Ротума), завезених для роботи на цукрових плантаціях в XIX столітті.

### Мистецтво, традиційні ремесла, ігри

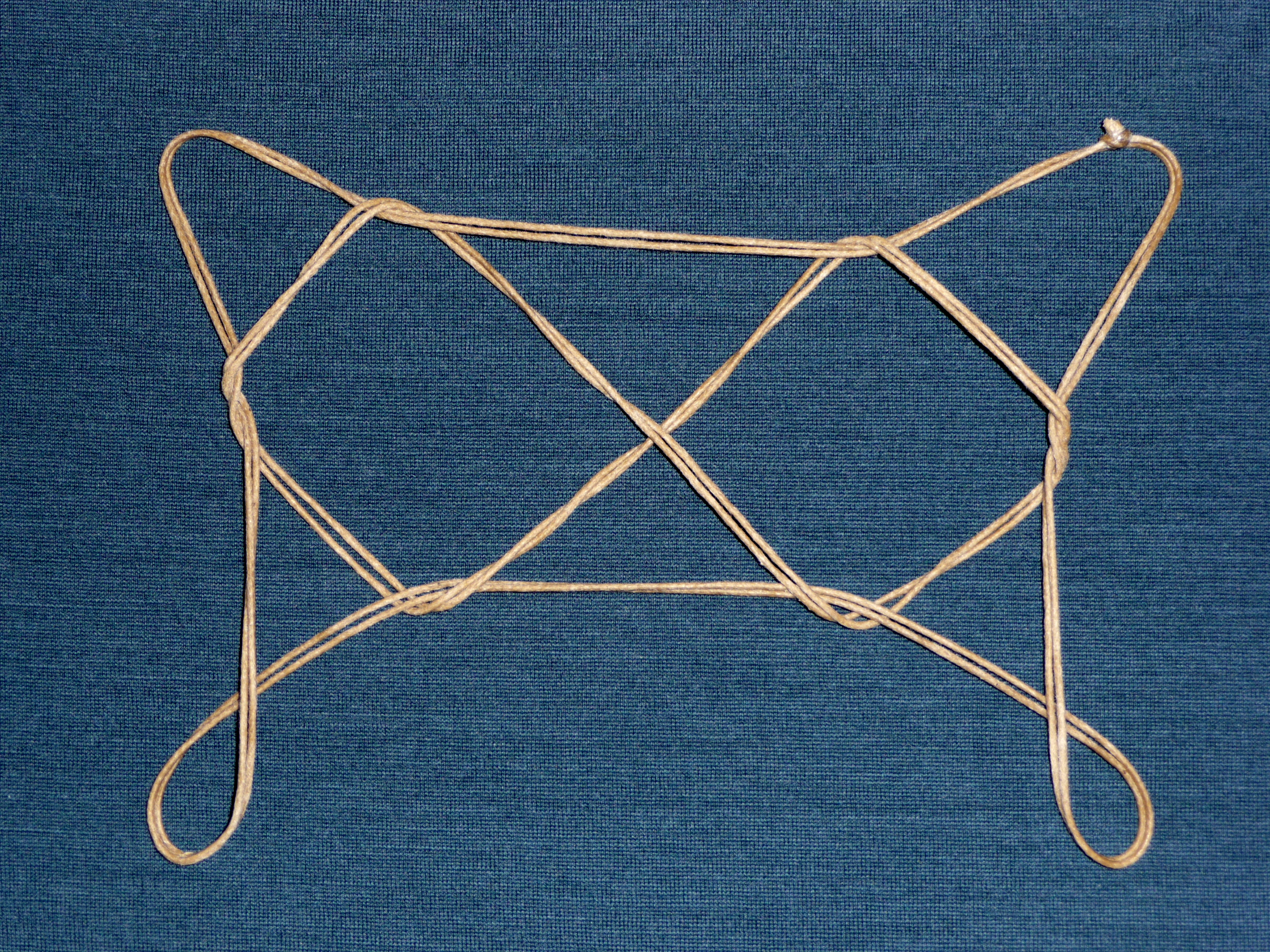
Плетена фігура (зображення наведено для прикладу і не належить безпосередньо до мистецтва островів Торресової протоки)

Однією з характерних рис мистецтва остров'ян є плетіння фігур на пальцях (відомих в британській культурі як «котяча колиска»). Піонером вивчення мистецтва остров'ян плетіння на пальцях був етнограф Альфред Корт Хеддон, дослідження якого продовжила одна з його доньок.

## Мови
Мова кала-лагав-я складається з декількох діалектів. Вона поширена на більшості островів протоки і західних і центральних островах і належить до мов пама-ньюнга, поширених на більшій частині австралійського континенту. Мова меріам-мир належить до папуаських мов, на ній говорять на східних островах.